# Аруба на Универсиадах
Аруба принимают участие в Универсиадах начиная с летней Универсиады 2003 года в Тэгу. На зимних Универсиадах спортивная делегация Арубы на данное время не участвовала ни разу.
На настоящее время (после летней Универсиады 2021 и зимней Универсиады 2023) спортсмены Арубы на всех Универсиадах медалей не завоевали.